# Exbucklandia populnea
Exbucklandia populnea là một loài thực vật có hoa trong họ Hamamelidaceae. Loài này được (R.Br. ex Griff.) R.W.Br. miêu tả khoa học đầu tiên năm 1946.